# Sensweiler
Sensweiler ist eine Ortsgemeinde im Landkreis Birkenfeld in Rheinland-Pfalz. Sie gehört der Verbandsgemeinde Herrstein-Rhaunen an. Sensweiler ist ein staatlich anerkannter Erholungsort.

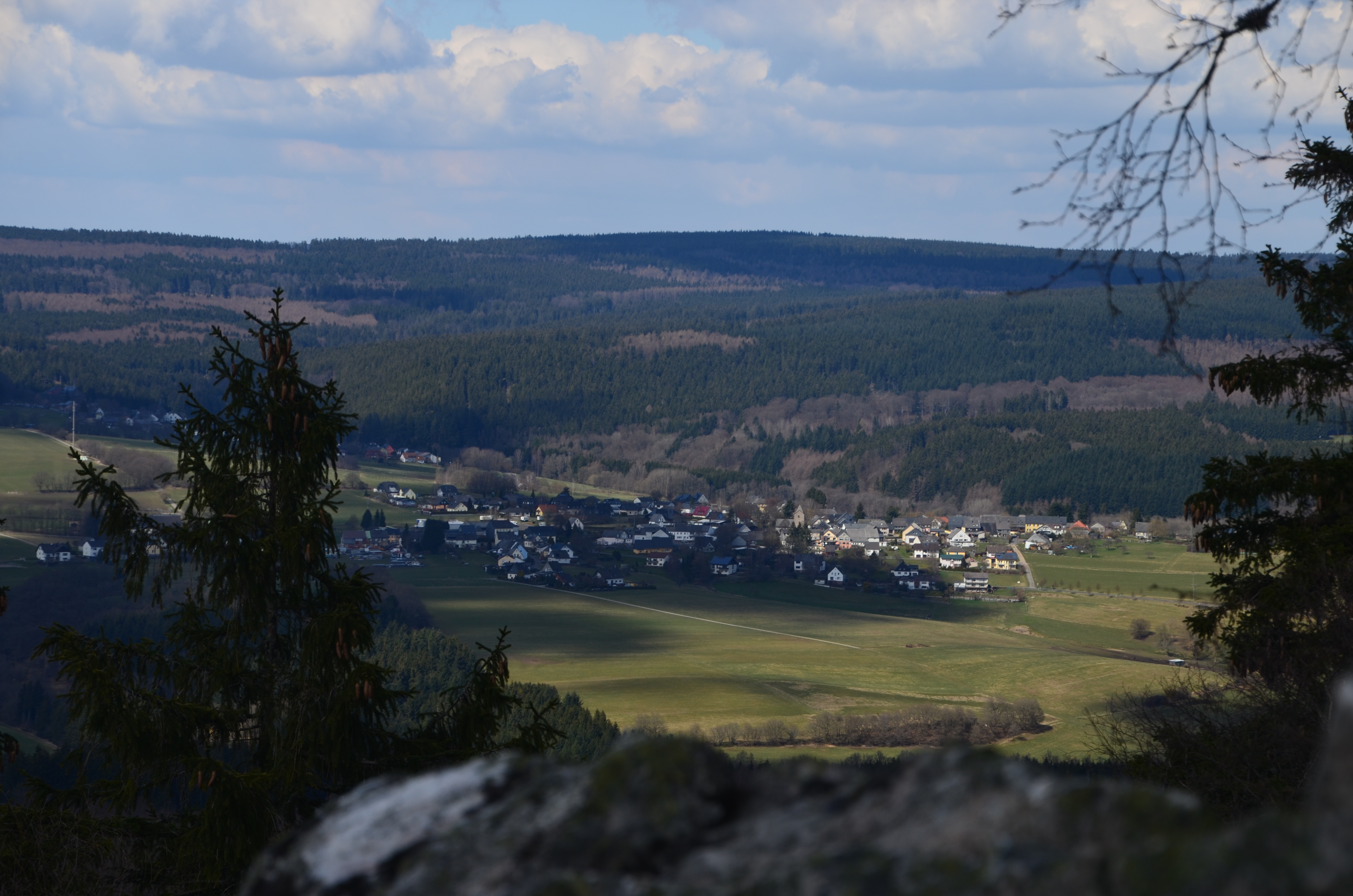
Sensweiler, im Hintergrund Langweiler

## Geographie
Sensweiler liegt im oberen Idartal im Hunsrück. 61,4 Prozent der Gemarkungsfläche sind bewaldet. Zu Sensweiler gehören auch die Wohnplätze Sensweiler Mühlen und Waldhof. Sensweiler ist eine Nationalparkgemeinde im Nationalpark Hunsrück-Hochwald.
Zwischen Sensweiler und Kempfeld liegt die Steinbachtalsperre.

## Geschichte
Bis zum Ende des 18. Jahrhunderts zur Wild- und Rheingrafschaft und war dem Amt Wildenburg zugeordnet. Südlich des Ortes verlief die Grenze zur Hinteren Grafschaft Sponheim und zur Grafschaft Nassau-Saarbrücken. Noch heute erinnert der „Dreiherrenstein“ daran, der an der Stelle steht, wo sich die Grenzen der heutigen Ortsgemeinden Sensweiler, Hettenrodt, Siesbach und Allenbach treffen.
Im Jahr 1794 wurde das Linke Rheinufer von französischen Revolutionstruppen eingenommen. Von 1798 bis 1814 gehörte Sensweiler zum Kanton Rhaunen im Saardepartement. Aufgrund der auf dem Wiener Kongress (1815) getroffenen Vereinbarungen kam der nördliche Teil des vorherigen Saardepartements, zu dem auch Sensweiler gehörte, 1815 zum Königreich Preußen. Die Gemeinde Sensweiler gehörte zur Bürgermeisterei Wirschweiler in dem 1816 neu errichteten Kreis Bernkastel und von 1822 an zur Rheinprovinz. Seit 1946 ist Sensweiler ein Teil des Landes Rheinland-Pfalz.
Am 7. Juni 1969 wurde ein Gebietsteil der Gemeinde Wirschweiler mit 325 Einwohnern nach Sensweiler umgemeindet. Am 1. Januar 1992 wurde der Ortsteil Langweiler mit 290 Einwohnern aus der Gemeinde Sensweiler ausgegliedert und aus ihm eine eigenständige Ortsgemeinde neu gebildet.

### Bevölkerungsentwicklung
Die Entwicklung der Einwohnerzahl von Sensweiler bezogen auf das heutige Gemeindegebiet; die Werte von 1871 bis 1987 beruhen auf Volkszählungen:
| Jahr | Einwohner |
| ---- | --------- |
| 1815 | 267       |
| 1835 | 327       |
| 1871 | 376       |
| 1905 | 330       |
| 1939 | 692       |
| 1950 | 753       |
| 1961 | 788       |

| Jahr | Einwohner |
| ---- | --------- |
| 1970 | 801       |
| 1987 | 771       |
| 1997 | 603       |
| 2005 | 540       |
| 2011 | 445       |
| 2017 | 426       |
| 2023 | 406       |

## Politik

### Gemeinderat
Der Gemeinderat in Sensweiler besteht aus acht Ratsmitgliedern, die bei der Kommunalwahl am 9. Juni 2024 in einer Mehrheitswahl gewählt wurden, und dem direkt gewählten ehrenamtlichen Ortsbürgermeister als Vorsitzendem.

### Bürgermeister
Axel Brunk wurde am 19. Januar 2023 Ortsbürgermeister von Sensweiler. Da für eine am 29. Januar 2023 angesetzte Direktwahl keine Bewerbung einging, erfolgte die Neuwahl gemäß rheinland-pfälzischer Gemeindeordnung durch den Rat. Dieser entschied sich einstimmig für Brunk. Bei der Direktwahl am 9. Juni 2024 wurde er als einziger Bewerber mit einem Stimmenanteil von 80,7 % für weitere fünf Jahre wiedergewählt.
Brunks Vorgänger Manfred Werling hatte das Amt am 22. Juli 2019 übernommen. Bei der Direktwahl am 26. Mai 2019 war er mit einem Stimmenanteil von 79,92 % für fünf Jahre gewählt worden. Am 3. November 2022 legte er sein Amt aus persönlichen Gründen vorzeitig nieder. Werlings Vorgänger waren der im Mai 2017 gewählte Günter Gros, der 2019 nicht erneut kandidiert hatte, und der 2016 zurückgetretene Horst Schmidt.

## Sehenswürdigkeiten
- Evangelische Kirche

## Freizeit
- Kunstwerkstatt und Malschule, schöpferische Wiege der WEIBER-ART Gruppe
- Campingplatz Oberes Idartal
- Campingplatz Sensweiler Mühle
- Geologisches Freimuseum im Krahlochwald: Natürliche Gesteinsformationen, Findlinge, gebrochene und gehauene Gesteinsbrocken, die in allen Erdzeitaltern entstanden sind (z. T. bis zu 550 Millionen Jahre alt). Diese Mustersteine reihen sich entlang eines ca. 1,5 Kilometer langen Spazierweges aneinander und sind mit ausführlichen Informationstafeln versehen.
- Angelweiher im Krahlochwald in unmittelbarer Nähe zu den Campingplätzen und dem Geologischen Freimuseum (s. o.).
- Keltische Steinwälle sowie ein nachgebautes Keltendorf (Stamm der Treverer): In knapper Entfernung zum Ortskern der Gemeinde Sensweiler befinden sich zahlreiche Zeugnisse der Besiedlung bis zurück zum Jahr 400 v. Chr. (Ringkopf)

## Söhne und Töchter der Gemeinde
- Albert Molz (1891–1972), Heimatforscher
- Wilhelm Levy (1894–1944), Arzt (ermordet in Auschwitz)
- Wanda Icus-Rothe (1875–1947), Heimatschriftstellerin
- Gerd Edinger (* 1951), Künstler
- Ramzi Ferjani (* 2001), Fußballspieler